# 나스닥 (기업)
나스닥(Nasdaq, Inc.)은 나스닥 주식시장과 나스닥 노르딕의 산하 8개의 증권거래소를 소유 및 운영하는 미국의 다국적 금융 서비스 기업이다. 뉴욕에 본사를 두고 있으며, 사장 겸 최고 경영자는 아데나 프리드만이다.